# Arcangelo Salimbeni
Pour les articles homonymes, voir Salimbeni.
Arcangelo Salimbeni (né v. 1530/1540 à Petroio, une frazione de la commune de Trequanda, dans l'actuelle province de Sienne, en Toscane, alors dans le Grand-duché de Toscane et mort v.1580 à Sienne) est un peintre maniériste, un représentant de l'école siennoise.

## Biographie
Arcangelo est le père de Ventura Salimbeni auquel avec son demi-frère Francesco Vanni il a enseigné la peinture à Sienne.
De nombreuses œuvres de sa main se trouvent à Sienne (Monte dei Paschi) et dans les frazioni environnantes (Strove, Staggia, Serre di Rapolano, Montefollonico).
Alessandro Casolani (1552/1553 - 1607) et Pietro Sorri  (1556 - 1621) ont été de ses élèves.

## Œuvres
- Sposalizio di santa Caterina, maison natale, Sienne;
- Deux Saints, église dei Servi, Sienne;
- Uccisione di san Pietro Martire (1579), église san Domenico, Sienne.
- La Vision de sainte Catherine de Sienne : le Portement de Croix, Plume et encre brune, pinceau et aquarelle brune, traits au fusain, (attribution Saint-Morys), Musée du Louvre, Département des Arts graphiques[1].
- Madonna del Rosario (1580), huile sur toile, Museo diocesano d'arte sacra, Pienza.

## Sources
- Voir liens externes